# Ипсилон Возничего
Ипсилон Возничего (лат. υ Aurigae), 31 Возничего (лат. 31 Aurigae), HD 38944 — одиночная звезда в созвездии Возничего на расстоянии приблизительно 502 световых лет (около 154 парсеков) от Солнца. Видимая звёздная величина звезды — +4,74m. Возраст звезды оценивается как около 760 млн лет.

## Характеристики
Ипсилон Возничего — красный гигант спектрального класса M0III. Масса — около 2,5 солнечных, радиус — около 61,39 солнечных, светимость — около 842,872 солнечных. Эффективная температура — около 3969 К.